# All:my:faults
all:my:faults war eine Zwei-Mann-Crossover-Band aus Darmstadt.

## Geschichte
Im Jahr 2003 gegründet von steve:kiai (All Will Know, We Are Guilty, ehemals Somaside, Seven Inch Bastards) waren all:my:faults in den ersten beiden Jahren ein Soloprojekt und dabei eine der ersten Bands in Deutschland, die konsequent ihre Musik kostenfrei unter Creative Commons Lizenzen vertrieben haben. 2005 stieß joe:riot (ehemals Agathodaimon) zur Band hinzu, was sich auch in der musikalischen Ausgestaltung niederschlug. Der Sound wurde deutlich härter und metallastiger. Weitere zwei Jahre später nahmen all:my:faults beim Open Music Contest der Marburger AStA teil und wurden von der Jury auf den Sampler mit den besten teilnehmenden Stücken gewählt.
2007 veröffentlichten all:my:faults unter dem Namen [avoid the debris] eine 5-Track-EP mit gleichen Namen, auf denen sie Songs aufnahmen, die sie aber für das kurz darauf erscheinende Album nicht geeignet hielten. 2008 folgte das Studioalbum neo.NøiR, welches in den ersten drei Monaten nach der Veröffentlichung über 50.000 Mal heruntergeladen wurde. Ende desselben Jahres entschied sich die Band dazu, zukünftig auf Albenveröffentlichungen zu verzichten. In der aktuellen Reihe an Single-Veröffentlichungen experimentierte die Band mit 8-Bit-Soundelementen.
Bei Last.fm wurden ihre Stücke von ca. 21.000 verschiedenen Hörern über 320.000 Mal abgespielt (Stand November 2012).
Seit dem Jahr 2010 pausiert das letzte übriggebliebene Mitglied Steve:Kiai mit seinem Projekt all:my:faults.

## Diskografie

### Alben
- 2003: Mirrors (Demo)
- 2005: Euthanasia:Memento Mori (Demo)
- 2006: Secrets
- 2008: neo.NøiR (afmusic)
- 2009: Mirrors (Re-Release)

### EPs und Singles
- 2006: The Anger Manifest EP (Webrelease, afmusic)
- 2007: [avoid the debris] (Webrelease, afmusic)
- 2009: first.aid.killed.the.jerboa (Webrelease, afmusic)
- 2009: on.seventh.change.of.comprehension (Webrelease, afmusic)

### Samplerbeiträge
- 2004: Refraktor Magazin Ausgabe 33 (CD-Beilage)
- 2004: Return to Light Vol. 1 (bright light Records)
- 2005: Dark Spy Magazin Ausgabe 1/2005 (CD-Beilage)
- 2005: Ultra Dark Radio Compilation II (XenoBiotic)
- 2006: Sonar Volume Three Rockstars 2006 (sonar.brandandmusic)
- 2007: 20 Years of Rebellion (Websampler)
- 2007: afmusic 2007 (Websampler, afmusic)
- 2007: Carbon Drum Compilation Vol.1 (Carbon Drum)
- 2007: Glasklinge Vol. 2 (Websampler)
- 2007: Open Music Contest #3 "By Perseverance the Snail reached Art"
- 2007: Ultra Dark Radio vs. Creative Commons Vol. 1
- 2008: afmusic #25 (Websampler, afmusic)
- 2008: Ultra Dark Radio Compilation III (Websampler, XenoBiotic)
- 2009: afmusic #50 (Websampler, afmusic)
- 2009: Free! Music! Sampler (Musikpiraten)